# ۶۰ (میلادی)
۶۰ (میلادی) شصتمین سال تقویم میلادی است.

## رویدادها
بر اساس مکان
امپراتوری روم
- رخش‌آلان‌ها در کنار رود دانوب از رومی‌ها شکست خوردند.
- کاوش نرون در نیل: امپراتور نرون هیئتی را اعزام می‌کند که به شهر تاریخی مروئه (سودان) می‌رسند. (تاریخ تقریبی)
- ویتلیوس (احتمالاً) فرماندار استان آفریقا است.
- آگریپای دوم از هیرودیان بر شمال شرقی یهودیه حکومت می‌کند.
- شهر لائودیسیا در کنار رودخانه لیکوس بر اثر زلزله ویران شد.
- وقایع زیر در بریتانیای رومی (بریتانیا) در سال ۶۰ یا ۶۱ میلادی رخ می‌دهد:
- گایوس سوئتونیوس پائولینوس، فرماندار رومی بریتانیا، جزیره مونا (انگلسی)، آخرین دژ دروئیدها را تصرف می‌کند.[۱][۲]
- پراسوتاگوس، پادشاه آیسنی (آنگلیای شرقی امروزی)، در حالی که وصیت‌نامه‌ای مبنی بر انتقال پادشاهی‌اش به دو دخترش و امپراتوری روم از خود به جا گذاشته بود، درگذشت. با این حال، ارتش روم، پادشاهی را طوری تصرف کرد که گویی فتح شده است، و اشراف را از زمین‌های موروثی‌شان محروم و زمین‌ها را غارت کرد. بیوه پادشاه، بودیکا، شلاق خورد و مجبور شد شاهد تجاوز عمومی به دخترانش باشد.[۳]سرمایه‌داران رومی، از جمله سنکای جوان، وام‌های خود را مطالبه کردند.[۴]
- بودیکا شورش آیسنی‌ها را علیه حکومت روم رهبری کرد.[۵]در اتحاد با ترینوونتس، کورنووی، دوروتریج و بریتانیایی‌های سلتی. آیسنی‌ها و ترینوونتس‌ها ابتدا پایتخت روم، کامولودونوم (کولچستر) را ویران می‌کنند، پیاده‌نظام لژیون نهم هیسپانا (به فرماندهی کوینتوس پتیلیوس سریالیس) را از بین می‌برند و سپس لوندینیوم (لندن) (احتمالاً پل لندن را ویران می‌کنند) و ورولامیوم (سنت آلبانز) را به آتش می‌کشند و در همه موارد هزاران نفر از ساکنان را قتل عام می‌کنند.

بر اساس موضوع
دین
- رساله اول پطرس، اگر نوشته پطرس باشد، احتمالاً بین این سال و حدود سال ۶۴ میلادی نوشته شده است.
- پولس طرسوسی به روم سفر می‌کند، اما کشتی‌اش در مالت غرق می‌شود. او سه ماه می‌ماند و پوبلیوس، اولین اسقف مالت، را به مسیحیت می‌خواند.
- رساله پولس به فیلیپیان از روم نوشته شده است. (تاریخ تقریبی)

هنر و علم
- هرون اسکندرانی کتاب‌های متریکا، مکانیک و پنوماتیک را می‌نویسد.
- ۶۰–۷۹ میلادی - خانه وتی‌ها، پمپئی، بازسازی شد.

## زادگان
- بودامیترا، راهبه بودایی هندی (تاریخ تقریبی)

- مارکوس ویتوریوس مارسلوس، سیاستمدار رومی (تاریخ تقریبی)

- نیکوماخوس، ریاضیدان یونانی (تاریخ تقریبی)

## درگذشتگان
- ابدگس یکم، پادشاه امپراتوری اشکانی (تاریخ تقریبی)

- بودیکا، ملکه بریتانیایی قبیله آیسنی (تاریخ تقریبی)

- پیتر اهل ریت، اولین اسقف براگا (تاریخ تقریبی)